# Xanthorhoe euthytoma
Xanthorhoe euthytoma là một loài bướm đêm trong họ Geometridae.